# Olympische Sommerspiele 1960/Rudern
Bei den XVII. Olympischen Spielen 1960 in Rom wurden vom 30. August bis 3. September 1960 sieben Wettbewerbe im Rudern ausgetragen.
Die Regatten fanden wie die Kanuregatten auf dem Albaner See bei Castel Gandolfo statt. Es waren Tribünen für 26.000 Zuschauer errichtet worden, die offizielle Besucherzahl bei Kanu und Rudern an allen acht Regattatagen zusammen lag bei unter 24.000 Zuschauern.
Es gab jeweils sechs Bahnen, die vom Start bis ins Ziel durch Bojenketten getrennt waren. Dieses Bojensystem wurde hier erstmals eingesetzt und heißt seither Albano-System.
Aus den Vorläufen kamen die erstplatzierten Ruderer in das Finale oder ins Halbfinale, die anderen Ruderer bekamen in Hoffnungsläufen eine zweite Chance. Die Teilnehmerzahlen schwankten zwischen 21 teilnehmenden Booten im Vierer mit Steuermann bis zu 13 teilnehmenden Booten im Einer. Insgesamt nahmen 410 Athleten an den Wettbewerben teil.
Deutschland stellte die erfolgreichste Delegation mit drei Goldmedaillen und einer Silbermedaille. Dahinter folgte die Sowjetunion mit zwei Gold- und Silbermedaillen sowie einer Bronzemedaille. Jeweils ein Olympiasieg gelang Booten aus der Tschechoslowakei und den Vereinigten Staaten, die auch je eine Bronzemedaille gewannen.

## Bilanz

### Medaillenspiegel
| Platz | Land               | Gold | Silber | Bronze | Gesamt |
| ----- | ------------------ | ---- | ------ | ------ | ------ |
| 1     | Deutschland        | 3    | 1      | –      | 4      |
| 2     | Sowjetunion        | 2    | 2      | 1      | 5      |
| 3     | Tschechoslowakei   | 1    | –      | 1      | 2      |
| 3     | Vereinigte Staaten | 1    | –      | 1      | 2      |
| 5     | Italien            | –    | 1      | 1      | 2      |
| 6     | Frankreich         | –    | 1      | –      | 1      |
| 6     | Kanada             | –    | 1      | –      | 1      |
| 6     | Österreich         | –    | 1      | –      | 1      |
| 9     | Finnland           | –    | –      | 1      | 1      |
| 9     | Polen              | –    | –      | 1      | 1      |
| 9     | Schweiz            | –    | –      | 1      | 1      |

### Medaillengewinner
| Konkurrenz             | Gold | Silber | Bronze |
| ---------------------- | --- | --- | --- |
| Einer                  | Wjatscheslaw Iwanow | Achim Hill | Teodor Kocerka |
| Doppelzweier           | Tschechoslowakei Václav Kozák Pavel Schmidt | Sowjetunion Alexander Berkutow Juri Tjukalow                                                                                           | Schweiz Ernst Hürlimann Rolf Larcher |
| Zweier ohne Steuermann | Sowjetunion Walentin Boreiko Oleg Golowanow | Österreich Josef Kloimstein Alfred Sageder                                                                                             | Finnland Veli Lehtelä Toimi Pitkänen |
| Zweier mit Steuermann  | Deutschland Bernhard Knubel Heinz Renneberg Klaus Zerta                                                                                               | Sowjetunion Antanas Bagdonavičius Zigmas Jukna Igor Rudakow                                                                            | Vereinigte Staaten Richard Draeger Conn Findlay Kent Mitchell                                                                                 |
| Vierer ohne Steuermann | Vereinigte Staaten Arthur Ayrault Ted Nash John Sayre Richard Wailes                                                                                  | Italien Tullio Baraglia Renato Bosatta Giancarlo Crosta Giuseppe Galante                                                               | Sowjetunion Igor Achremtschik Juri Batschurow Walentin Morkowkin Anatoli Tarabrin                                                             |
| Vierer mit Steuermann  | Deutschland Gerd Cintl Horst Effertz Klaus Riekemann Jürgen Litz Michael Obst                                                                         | Frankreich Robert Dumontois Claude Martin Jacques Morel Guy Nosbaum Jean Klein                                                         | Italien Fulvio Balatti Romano Sgheiz Franco Trincavelli Giovanni Zucchi Ivo Stefanoni                                                         |
| Achter                 | Deutschland Klaus Bittner Karl-Heinz Hopp Hans Lenk Manfred Rulffs Frank Schepke Kraft Schepke Walter Schröder Karl-Heinrich von Groddeck Willi Padge | Kanada David Anderson Donald Arnold Walter D’Hondt Nelson Kuhn John Lecky Archibald MacKinnon William McKerlich Glen Mervyn Sohen Biln | Tschechoslowakei Bohumil Janoušek Jan Jindra Jiří Lundák Stanislav Lusk Václav Pavkovič Luděk Pojezný Jan Švéda Josef Věntus Miroslav Koníček |

## Ergebnisse

### Einer
| Platz | Land | Sportler            | Zeit (min)                 |
| ----- | ---- | ------------------- | -------------------------- |
| 1     | URS  | Wjatscheslaw Iwanow | 7:13,96                    |
| 2     | EUA  | Achim Hill          | 7:20,21                    |
| 3     | POL  | Teodor Kocerka      | 7:21,26                    |
| 4     | NZL  | James Hill          | 7:23,98                    |
| 5     | USA  | Harry Parker        | 7:29,26                    |
| 6     | ITA  | Savino Rebek        | 7:31,09                    |
| 7     | NED  | Lex Redelé          | 7:32,93 (im Hoffnungslauf) |
| 8     | FIN  | Jorma Kortelainen   | 7:32,95 (im Hoffnungslauf) |

Finale am 3. September um 16 Uhr

### Doppelzweier
| Platz | Land | Sportler                         | Zeit (min)                 |
| ----- | ---- | -------------------------------- | -------------------------- |
| 1     | TCH  | Václav Kozák Pavel Schmidt       | 6:47,50                    |
| 2     | URS  | Alexander Berkutow Juri Tjukalow | 6:50,49                    |
| 3     | SUI  | Ernst Hürlimann Rolf Larcher     | 6:50,59                    |
| 4     | FRA  | René Duhamel Bernard Monnereau   | 6:52,22                    |
| 5     | NED  | Peter Bakker Co Rentmeester      | 6:53,86                    |
| 6     | BEL  | Gérard Higny Jean-Marie Lemaire  | 6:56,40                    |
| 7     | GBR  | Nicholas Birkmyre George Justicz | 6:49,81 (im Hoffnungslauf) |
| 8     | EUA  | Heinz Becher Günter Schroers     | 6,55:15 (im Hoffnungslauf) |

Finale am 3. September um 17:30 Uhr

### Zweier ohne Steuermann
| Platz | Land | Sportler                           | Zeit (min)              |
| ----- | ---- | ---------------------------------- | ----------------------- |
| 1     | URS  | Walentin Boreiko Oleg Golowanow    | 7:02,01                 |
| 2     | AUT  | Josef Kloimstein Alfred Sageder    | 7:03,69                 |
| 3     | FIN  | Veli Lehtelä Toimi Pitkänen        | 7:03,80                 |
| 4     | EUA  | Jochen Neuling Heinz Weigel        | 7:08,81                 |
| 5     | USA  | Ted Frost Bob Rogers               | 7:17,08                 |
| 6     | YUG  | Nikola Čupin Antun Ivanković       | 7:20,91                 |
| 7     | ITA  | Paolo Mosetti Mario Petri          | 7:40,09 (im Halbfinale) |
| 8     | SUI  | Walter Knabenhans Heinrich Scherer | 7:42,24 (im Halbfinale) |

Finale am 3. September um 15:30 Uhr

### Zweier mit Steuermann
| Platz | Land | Sportler                                                    | Zeit (min)                 |
| ----- | ---- | ----------------------------------------------------------- | -------------------------- |
| 1     | EUA  | Bernhard Knubel Heinz Renneberg Klaus Zerta (Stm.)          | 7:29,14                    |
| 2     | URS  | Antanas Bagdonavičius Zigmas Jukna Igor Rudakow (Stm.)      | 7:30,17                    |
| 3     | USA  | Richard Draeger Conn Findlay Kent Mitchell (Stm.)           | 7:34,58                    |
| 4     | DEN  | Jens Berendt Jensen Knud Nielsen Sven Lysholt Hansen (Stm.) | 7:39,20                    |
| 5     | ITA  | Renzo Ostino Giancarlo Piretta Vincenzo Bruno (Stm.)        | 7:40,92                    |
| 6     | ROU  | Ştefan Kurecska Gheorghe Riffelt Mircea Roger (Stm.)        | 7:49,57                    |
| 7     | TCH  | Václav Chalupa Miroslav Strejček František Staněk (Stm.)    | 7:40,98 (im Hoffnungslauf) |
| 8     | NED  | Maarten van Dis Arnold Wientjes Jan Just Bos (Stm.)         | 7:42,15 (im Hoffnungslauf) |

Finale am 3. September um 16:30 Uhr

### Vierer ohne Steuermann
| Platz | Land | Sportler                                                              | Zeit (min)                 |
| ----- | ---- | --------------------------------------------------------------------- | -------------------------- |
| 1     | USA  | Arthur Ayrault Ted Nash John Sayre Richard Wailes                     | 6:26,26                    |
| 2     | ITA  | Tullio Baraglia Renato Bosatta Giancarlo Crosta Giuseppe Galante      | 6:28,78                    |
| 3     | URS  | Igor Achremtschik Juri Batschurow Walentin Morkowkin Anatoli Tarabrin | 6:29,62                    |
| 4     | TCH  | Jindřich Blažek Miroslav Jíška René Líbal Jaroslav Starosta           | 6:34,30                    |
| 5     | GBR  | Michael Beresford Chris Davidge Colin Porter John Vigurs              | 6:36,18                    |
| 6     | SUI  | Paul Kölliker Gottfried Kottmann Kurt Schmid Rolf Streuli             | 6:38,81                    |
| 7     | EUA  | Victor Hendrix Manfred Kluth Georg Niermann Albrecht Wehselau         | 6:27,61 (im Hoffnungslauf) |
| 8     | HUN  | Lajos Kiss György Sarlós József Sátori Béla Zsitnik                   | 6:43,44 (im Hoffnungslauf) |

Finale am 3. September um 17 Uhr

### Vierer mit Steuermann
| Platz | Land | Sportler                                                                                          | Zeit (min)              |
| ----- | ---- | ------------------------------------------------------------------------------------------------- | ----------------------- |
| 1     | EUA  | Gerd Cintl Horst Effertz Klaus Riekemann Jürgen Litz Michael Obst (Stm.)                          | 6:39,12                 |
| 2     | FRA  | Robert Dumontois Claude Martin Jacques Morel Guy Nosbaum Jean Klein (Stm.)                        | 6:41,62                 |
| 3     | ITA  | Fulvio Balatti Romano Sgheiz Franco Trincavelli Giovanni Zucchi Ivo Stefanoni (Stm.)              | 6:43,72                 |
| 4     | URS  | Oleg Alexandrow Igor Chochlow Walentin Sanin Boris Fjodorow Igor Rudakow (Stm.)                   | 6:45,67                 |
| 5     | AUS  | Mick Allan Max Annett John Hudson Peter Waddington Lionel Robberds (Stm.)                         | 6:45,80                 |
| 6     | HUN  | Tibor Bedekovits Csaba Kovács László Munteán Pál Wágner Gyula Lengyel (Stm.)                      | 6:51,65                 |
| 7     | USA  | Chuck Alm Roy Rubin Monte Stocker Mike Yonker Kurt Seiffert (Stm.)                                | 7:06,25 (im Halbfinale) |
| 8     | AUT  | Dieter Ebner Helmuth Kuttelwascher Horst Kuttelwascher Dieter Losert Wolfdietrich Traugott (Stm.) | 7:06,85 (im Halbfinale) |

Finale am 3. September um 15 Uhr

### Achter
| Platz | Land | Sportler | Zeit (min)                 |
| ----- | ---- | --- | -------------------------- |
| 1     | EUA  | Klaus Bittner, Karl-Heinz Hopp, Hans Lenk, Manfred Rulffs, Frank Schepke, Kraft Schepke, Walter Schröder, Karl-Heinrich von Groddeck, Willi Padge (Stm.)    | 5:57,18                    |
| 2     | CAN  | David Anderson, Donald Arnold, Walter D’Hondt, Nelson Kuhn, John Lecky, Archibald MacKinnon, William McKerlich, Glen Mervyn, Sohen Biln (Stm.)              | 6:01,52                    |
| 3     | TCH  | Bohumil Janoušek, Jan Jindra, Jiří Lundák, Stanislav Lusk, Václav Pavkovič, Luděk Pojezný, Jan Švéda, Josef Věntus, Miroslav Koníček (Stm.)                 | 6:04,84                    |
| 4     | FRA  | Jean-Pierre Bellet, Émile Clerc, Jean Ledoux, Gaston Mercier, Bernard Meynadier, Joseph Moroni, Christian Puibaraud, Michel Viaud, Alain Bouffard (Stm.)    | 6:06,57                    |
| 5     | USA  | Joe Baldwin, Peter Bos, Mark Moore, Lyman Perry, Skip Sweetser, Gayle Thompson, Robert Wilson, Howard Winfree, William Long (Stm.)                          | 6:08,06                    |
| 6     | ITA  | Paolo Amorini, Vasco Cantarello, Giancarlo Casalini, Luigi Prato, Vincenzo Prina, Nazzareno Simonato, Luigi Spozio, Armido Torri, Giuseppe Pira (Stm.)      | 6:12,73                    |
| 7     | URS  | Michail Balenkow, Wiktor Barinow, Wiktor Bogatschew, Woldemar Dundur, Nikolai Gomolko, Boris Gorochow, Leonid Iwanow, Wladimir Malik, Juri Lorenzson (Stm.) | 6:21,88 (im Hoffnungslauf) |
| 8     | JPN  | Kenrō Chiba, Tetsuzo Hirose, Hironori Itsuki, Hiroshi Saitō, Tadashi Saitō, Tetsuo Satō, Shigemi Tamura, Yosuke Tazaki, Hiroyuki Misawa (Stm.)              | 6:24,41 (im Hoffnungslauf) |

Finale am 3. September um 18 Uhr